# Eugenio Calabi
Eugenio Calabi, né le 11 mai 1923 à Milan (Lombardie) et mort le 25 septembre 2023 à Bryn Mawr (Pennsylvanie), est un mathématicien italo-américain et professeur émérite à l'université de Pennsylvanie, spécialiste de géométrie différentielle et des équations aux dérivées partielles.

## Biographie
Eugenio Calabi étudie au MIT. Il soutient sa thèse en 1950 à l'université de Princeton sous la direction de Salomon Bochner.
Il devient ensuite professeur à l'université du Minnesota.
Son nom est associé à la conjecture de Calabi (en) sur les métriques kähleriennes, qui a été démontrée par Shing-Tung Yau et a mené à la notion de variété de Calabi-Yau.